# 2016年世界羽聯第四級別賽事
2016年世界羽聯第四級別賽事為世界羽球聯盟在2016年舉辦包含國際挑戰賽、國際系列賽、未來系列賽三個級別在內的所有世界羽聯第四級別賽事。

## 賽事列表
以下為世界羽聯公布的賽程：
| 賽事                         | 賽事級別   | 舉辦城市           | 日期     | 日期     |          |
| 賽事                         | 賽事級別   | 舉辦城市           | 開始     | 結束     |          |
| ---------------------------- | ---------- | ------------------ | -------- | -------- | -------- |
| 愛沙尼亞羽毛球國際賽         | 國際系列賽 | 塔林               | 1月14日  | 1月17日  |          |
| 中國羽毛球國際挑戰賽         | 國際挑戰賽 | 海南陵水           | 1月19日  | 1月24日  |          |
| 瑞典羽毛球大師賽             | 國際挑戰賽 | 烏普薩拉           | 1月21日  | 1月24日  |          |
| 冰島羽毛球國際賽             | 國際系列賽 | 雷克雅維克         | 1月28日  | 1月31日  |          |
| 美國羽毛球國際賽             | 國際系列賽 | 曼哈顿海滩         | 2月3日   | 2月7日   |          |
| 羅斯希爾羽毛球國際賽         | 未來系列賽 | 羅斯希爾           | 2月11日  | 2月14日  |          |
| 奧地利羽毛球公開賽           | 國際挑戰賽 | 維也納             | 2月24日  | 2月27日  |          |
| 烏干達羽毛球國際賽           | 國際系列賽 | 坎帕拉             | 2月25日  | 2月28日  |          |
| 危地馬拉羽毛球國際賽         | 國際系列賽 | 瓜地馬拉市         | 2月24日  | 2月27日  |          |
| 秘魯羽毛球國際系列賽         | 國際系列賽 | 利馬               | 3月3日   | 3月6日   |          |
| 巴西羽毛球國際賽             | 國際挑戰賽 | 聖保羅             | 3月9日   | 3月13日  |          |
| 葡萄牙羽毛球國際賽           | 國際系列賽 | 卡爾達斯達賴尼亞   | 3月10日  | 3月13日  |          |
| 羅馬尼亞羽毛球國際賽         | 國際系列賽 | 蒂米什瓦拉         | 3月17日  | 3月20日  |          |
| 懷卡托羽毛球國際賽           | 未來系列賽 | 懷卡托             | 3月17日  | 3月20日  |          |
| 牙買加羽毛球國際賽           | 國際系列賽 | 京斯敦             | 3月17日  | 3月20日  |          |
| 波蘭羽毛球公開賽             | 國際挑戰賽 | 華沙               | 3月23日  | 3月26日  |          |
| 吉拉爾迪拉羽毛球賽           | 國際系列賽 | 哈瓦那             | 3月23日  | 3月27日  |          |
| 科特迪瓦羽毛球國際賽         | 未來系列賽 | 阿必尚             | 3月31日  | 4月3日   |          |
| 奧爾良羽毛球國際挑戰賽       | 國際挑戰賽 | 奧爾良             | 3月31日  | 4月4日   |          |
| 芬蘭羽毛球公開賽             | 國際挑戰賽 | 萬塔               | 4月7日   | 4月10日  |          |
| 克羅地亞羽毛球國際賽         | 未來系列賽 | 萨格勒布           | 4月14日  | 4月17日  |          |
| 秘魯羽毛球國際賽             | 國際挑戰賽 | 利馬               | 4月14日  | 4月17日  |          |
| 智利羽毛球國際賽             | 國際系列賽 | 特木科             | 4月19日  | 4月23日  |          |
| 荷蘭羽毛球國際賽             | 國際系列賽 | 斯特蘭             | 4月21日  | 4月24日  |          |
| 大溪地羽毛球國際挑戰賽       | 國際挑戰賽 | 巴比提             | 4月21日  | 4月24日  |          |
| 希臘羽毛球公開賽             | 國際系列賽 | 錫季羅卡斯特龍     | 5月5日   | 5月8日   |          |
| 印度尼西亞羽毛球國際系列賽   | 國際系列賽 | 泗水               | 5月9日   | 5月15日  |          |
| 斯洛文尼亞羽毛球國際賽       | 國際系列賽 | 梅德沃代           | 5月12日  | 5月15日  |          |
| 樂魚羽毛球國際挑戰賽         | 國際挑戰賽 | 董里府             | 5月17日  | 5月22日  |          |
| 伊朗羽毛球國際挑戰賽         | 國際挑戰賽 | 德黑蘭             | 賽事取消 | 賽事取消 | 賽事取消 |
| 越南羽毛球國際挑戰賽         | 國際挑戰賽 | 河內市             | 5月31日  | 6月5日   |          |
| 拉脫維亞羽毛球國際賽         | 未來系列賽 | 叶尔加瓦           | 6月2日   | 6月5日   |          |
| 立陶宛羽毛球國際賽           | 未來系列賽 | 考那斯             | 6月9日   | 6月12日  |          |
| 西班牙羽毛球國際賽           | 國際挑戰賽 | 馬德里             | 6月16日  | 6月19日  |          |
| 毛里裘斯羽毛球國際賽         | 國際系列賽 | 羅斯希爾           | 6月16日  | 6月19日  |          |
| 肯亞羽毛球國際賽             | 國際系列賽 | 奈洛比             | 賽事取消 | 賽事取消 |          |
| 希臘羽毛球國際賽             | 未來系列賽 | 錫季羅卡斯特龍     | 6月30日  | 7月3日   |          |
| 白夜羽毛球賽                 | 國際挑戰賽 | 加特契納           | 7月5日   | 7月9日   |          |
| 委內瑞拉羽毛球國際賽         | 未來系列賽 | 普埃爾托德拉克魯斯 | 賽事取消 | 賽事取消 |          |
| 拉各斯羽毛球國際挑戰賽       | 國際挑戰賽 | 拉各斯             | 賽事取消 | 賽事取消 |          |
| 保加利亞羽毛球公開賽         | 國際系列賽 | 索菲亞             | 8月15日  | 8月18日  |          |
| 加勒比地區羽毛球聯合會國際賽 | 未來系列賽 | 聖克魯斯           | 8月25日  | 8月28日  |          |
| 新加坡羽毛球國際系列賽       | 國際系列賽 | 新加坡             | 8月30日  | 9月3日   |          |
| 斯洛伐克羽毛球公開賽         | 未來系列賽 | 特倫欽             | 9月1日   | 9月4日   |          |
| 墨西哥羽毛球國際賽           | 國際系列賽 | 哈利斯科州         | 9月8日   | 9月11日  |          |
| 比利時羽毛球國際賽           | 國際挑戰賽 | 魯汶               | 9月14日  | 9月17日  |          |
| 雪梨羽毛球國際賽             | 國際系列賽 | 雪梨               | 9月14日  | 9月17日  |          |
| 波蘭羽毛球國際賽             | 國際系列賽 | 別倫               | 9月22日  | 9月25日  |          |
| 哥倫比亞羽毛球國際賽         | 國際系列賽 | 内瓦               | 9月22日  | 9月25日  |          |
| 布拉格羽毛球公開賽           | 國際挑戰賽 | 布拉格             | 9月28日  | 10月1日  |          |
| 越南羽毛球國際系列賽         | 國際系列賽 | 北寧               | 9月28日  | 10月2日  |          |
| 埃塞俄比亞羽毛球國際賽       | 國際系列賽 | 亞的斯亞貝巴       | 9月30日  | 10月2日  |          |
| 保加利亞羽毛球國際賽         | 未來系列賽 | 索菲亞             | 10月6日  | 10月9日  |          |
| 阿根廷羽毛球國際賽           | 未來系列賽 | 布宜諾斯艾利斯     | 10月6日  | 10月9日  |          |
| 巴基斯坦羽毛球國際系列賽     | 國際系列賽 | 伊斯蘭瑪巴德       | 10月18日 | 10月21日 |          |
| 瑞士羽毛球國際賽             | 國際系列賽 | 伊韋爾東           | 10月20日 | 10月23日 |          |
| 埃及羽毛球國際賽             | 國際系列賽 | 開羅               | 10月20日 | 10月23日 |          |
| 聖多明哥羽毛球公開賽         | 國際系列賽 | 聖多明哥           | 10月25日 | 10月29日 |          |
| 巴林羽毛球國際挑戰賽         | 國際挑戰賽 | Segayya            | 10月26日 | 10月30日 |          |
| 匈牙利羽毛球國際賽           | 國際挑戰賽 | 布達佩斯           | 10月29日 | 11月1日  |          |
| 印度尼西亞羽毛球國際挑戰賽   | 國際挑戰賽 | 三寶瓏             | 11月1日  | 11月6日  |          |
| 以色列夏瑣羽毛球國際賽       | 未來系列賽 | 夏瑣               | 11月3日  | 11月6日  |          |
| 摩洛哥羽毛球國際賽           | 國際系列賽 | 卡薩布蘭卡         | 賽事取消 | 賽事取消 |          |
| 馬來西亞羽毛球國際挑戰賽     | 國際挑戰賽 | 沙巴亞庇           | 11月8日  | 11月13日 |          |
| 蘇利南羽毛球國際賽           | 國際系列賽 | 巴拉馬利波         | 11月16日 | 11月19日 |          |
| 挪威羽毛球國際賽             | 國際系列賽 | 桑訥菲尤爾         | 11月17日 | 11月20日 |          |
| 印度羽毛球國際系列賽         | 國際系列賽 | 海德拉巴           | 11月22日 | 11月27日 |          |
| 芬蘭羽毛球國際賽             | 國際系列賽 | 赫爾辛基           | 11月24日 | 11月27日 |          |
| 贊比亞羽毛球國際賽           | 國際系列賽 | 路沙卡             | 11月24日 | 11月27日 |          |
| 威爾斯羽毛球國際賽           | 國際挑戰賽 | 卡地夫             | 11月30日 | 12月3日  |          |
| 印度羽毛球國際挑戰賽         | 國際挑戰賽 | 孟買               | 11月30日 | 12月4日  |          |
| 南非羽毛球國際賽             | 國際系列賽 | 貝諾尼             | 12月2日  | 12月4日  |          |
| 孟加拉羽毛球國際挑戰賽       | 國際挑戰賽 | 達卡市             | 12月6日  | 12月10日 |          |
| 愛爾蘭羽毛球公開賽           | 國際挑戰賽 | 都柏林             | 12月7日  | 12月10日 |          |
| 博茨瓦納羽毛球國際賽         | 國際系列賽 | 哈博羅內           | 12月8日  | 12月11日 |          |
| 義大利羽球國際賽             | 國際挑戰賽 | 羅馬               | 12月13日 | 12月16日 |          |
| 尼泊爾羽毛球國際系列賽       | 國際系列賽 | 加德滿都           | 12月13日 | 12月17日 |          |
| 美國羽毛球國際挑戰賽         | 國際挑戰賽 | 加州橙縣           | 12月14日 | 12月18日 |          |
| 土耳其羽毛球國際賽           | 國際系列賽 | 伊斯坦堡           | 12月19日 | 12月22日 |          |

## 優勝者

### 國際挑戰賽
| 賽事               | 男子單打                  | 女子單打            | 男子雙打                                | 女子雙打                                      | 混合雙打                                        |
| ------------------ | ------------------------- | ------------------- | --------------------------------------- | --------------------------------------------- | ----------------------------------------------- |
| 中國               | 林貴埔                    | 惠夕蕊              | 王懿律 張穩                             | 陳清晨 賈一凡                                 | 王斯傑 陳露                                     |
| 瑞典羽毛球大師賽   | 安德斯·安東森             | 卡琳·施納澤         | 馬蒂亞斯·克里斯蒂安森 大衛·道嘉德       | 麥爾肯·弗勒爾戈德 薩拉·蒂格森                 | 羅伯特·馬特斯亞克 娜蒂斯達·希爾巴               |
| 奧地利羽毛球公開賽 | 安德斯·安東森             | 徐蔚                | 馬庫斯·埃利斯 克里斯·蘭格瑞奇           | 叶卡捷琳娜·博洛托娃 葉夫根尼婭·科澤茨卡亞     | 馬蒂亞斯·克里斯蒂安森 莉娜·格雷巴克             |
| 巴西羽毛球國際賽   | 佩德羅·馬丁斯             | 內斯裡漢·伊吉特     | 亞當·克瓦林納 普熱梅斯瓦夫·瓦查         | 星千智 篠谷菜留                               | 吳駿義 亞歷山德拉·布魯斯                        |
| 波蘭羽毛球公開賽   | 托馬斯·魯克塞爾           | 戴爾芬·蘭薩克       | 哈迪安托 凱納斯·阿迪·哈迪安托           | 普蒂塔·素帕猜恭 沙西麗·德拉達那猜             | 羅伯特·馬特斯亞克 娜蒂斯達·希爾巴               |
| 奧爾良             | 埃米爾·霍爾斯特           | 吳堇溦              | 理查德·艾德斯泰特 尼科·魯波寧           | 希瑟·奧利弗 勞倫·史密斯                       | 馬蒂亞斯·克里斯蒂安森 莉娜·格雷巴克             |
| 芬蘭羽毛球公開賽   | 常山幹太                  | 安娜·蒂亞·馬德森    | 馬蒂亞斯·克里斯蒂安森 大衛·道嘉德       | 新玉美鄉 渡邊茜                               | 馬蒂亞斯·克里斯蒂安森 莉娜·格雷巴克             |
| 秘魯羽毛球國際賽   | 伊戈爾·科埃略·德奧利維拉  | 卡琳·施納澤         | 亞當·克瓦林納 普熱梅斯瓦夫·瓦查         | 喬安娜·格里斯威斯基 卡拉·尼爾特               | 維塔利·杜爾金 尼娜·維斯洛娃                     |
| 大溪地             | 因德拉·巴古斯·艾德·錢德拉 | 荒木萌惠            | 亞當·克瓦林納 普熱梅斯瓦夫·瓦查         | 荒木茜羽 河崎綾佳                             | 維塔利·杜爾金 尼娜·維斯洛娃                     |
| 樂魚               | 克裡希納·阿迪·努格拉哈    | 迪娜·迪亞·阿尤絲丁  | 丹尼·巴瓦·克里斯南塔 亨德拉·維加亞      | 蘇琪·裡基·安迪妮 尤爾費拉·巴卡                | 許永凱 陳薇涵                                   |
| 越南               | 阮進明                    | 武氏妝              | 王耀新 張御宇                           | 福島由紀 志田千陽                             | 渡邊勇大 東野有紗                               |
| 西班牙羽球國際賽   | 安德斯·安東森             | 峰步美              | 保木卓朗 小林優吾                       | 廣田彩花 小野菜保                             | 本·萊恩 傑西卡·皮尤                             |
| 白夜羽毛球賽       | 盧卡斯·克拉爾布特         | 內斯裡漢·伊吉特     | 瓊斯·拉夫利·詹森 約舍·茲沃涅            | 久後明日美 橫山惠                             | 麥克·福克斯 比爾吉德·邁克斯                     |
| 比利時             | 盧卡斯·科維               | 謝抒芽              | 盧敬堯 楊博涵                           | 克洛伊·比爾切 薩拉·蒂格森                     | 羅南·拉巴爾 奧德麗·方丹                         |
| 布拉格羽毛球公開賽 | 巴勃羅·阿維安             | 纳塔利娅·科克·罗泽  | 盧敬堯 楊博涵                           | 勞倫·史密斯 莎拉·沃克                         | 馬蒂亞斯·貝爾-斯密特 亞歷山德拉·博爾            |
| 匈牙利羽毛球國際賽 | 金·布魯恩                 | 葉睿晨              | 丹尼·巴瓦·克里斯南塔 亨德拉·維加亞      | 瑪麗亞·米特索娃 佩蒂婭·內德爾奇娃             | 許永凱 陳薇涵                                   |
| 巴林               | 普拉特爾·喬希             | 斯里·發瑪瓦蒂       | 葉夫根尼·德雷明 丹尼斯·格拉切夫         | 塔尼莎·克拉斯托 阿普薩西·普特裡·勒傑薩·瓦裡拉 | 葉夫根尼·德雷明 葉夫根尼亞·迪莫娃               |
| 印度尼西亞         | 謝薩·希倫·雷斯塔維托      | 菲特裡亞尼          | 徐家銘 劉雋程                           | 林蕓如 葉錚雯                                 | 揚東尼·埃迪·薩帕特拉 馬爾什埃拉·吉斯卡·伊斯拉米 |
| 馬來西亞           | 潘基·阿末·馬烏拉納        | 高橋沙也加          | 徐家銘 劉雋程                           | 鄒美君 李明艷                                 | 吳順發 賴潔敏                                   |
| 威爾斯羽毛球國際賽 | 巴勃羅·阿維安             | 比阿特麗斯·科拉萊斯 | 廖敏竣 蘇敬恒                           | 安娜斯塔西亞·切爾維亞科娃 奧爾佳·莫羅佐娃     | 羅伯特·馬特斯亞克 娜蒂斯達·希爾巴               |
| 印度               | 恩茲·薩菲拉               | 謝抒芽              | 薩維克賽拉吉·蘭基雷迪 奇拉格·謝提       | 米歇爾·克里斯廷·班達索 塞麗娜·卡尼            | 法赫里萨·阿比曼尤 本娥·菲特里亚尼·罗马迪尼      |
| 孟加拉             | 阿布舍克·埃爾加           | 武氏妝              | 薩維克賽拉吉·蘭基雷迪 奇拉格·謝提       | 武氏妝 阮氏森                                 | 薩維克賽拉吉·蘭基雷迪 瑪內沙·庫卡帕利           |
| 愛爾蘭羽毛球公開賽 | 法比安·羅斯               | 萊恩·傑克斯菲德     | 瓊斯·拉夫利·詹森 約舍·茲沃涅            | 埃米莉·拉菲爾 安妮·特蘭                       | 馬蒂亞斯·克里斯蒂安森 薩拉·蒂格森               |
| 意大利羽毛球國際賽 | 亨利·胡爾斯凱寧           | 薩布麗娜·賈奎特     | 瓊斯·拉夫利·詹森 約舍·茲沃涅            | 安娜斯塔西亞·切爾維亞科娃 奧爾佳·莫羅佐娃     | 喬丹·科維 安妮·特蘭                             |
| 美國               | 武下利一                  | 張蓓雯              | 弗雷德裡克·科爾貝爾 拉斯穆斯·弗萊德伯格 | 洪靜宇 張蓓雯                                 | 葉夫根尼·德雷明 葉夫根尼亞·迪莫娃               |